# Тай-Коба
Тай-Коба́ — гора на Головному пасмі Кримських гір, найвища точка Карабі-яйли, висота 1259 м.
Гора складена з вапняків. Поширені карстові форми рельєфу: карри, воронки тощо.
На схилах — буковий ліс (пам'ятка природи), вершина вкрита гірсько-лучною рослинністю з заростями роговика Біберштейна.

## Джерело
- УРЕ, Том 11. Кн. 1., К., 1984, стор. 119